# Leipoldtia alborosea
Leipoldtia alborosea là một loài thực vật có hoa trong họ Phiên hạnh. Loài này được (L. Bolus) H.E.K. Hartmann & Stüber mô tả khoa học đầu tiên năm 1993.